# Marta Starowicz
Marta Jodłowska, coniugata Starowicz (Dębica, 1º giugno 1960), è un'ex cestista polacca.

## Carriera
Con la Polonia ha disputato tre edizioni dei Campionati europei (1981, 1985, 1987).